# Anderson Esiti
Anderson Esiti (ur. 24 maja 1994 w Warri) – nigeryjski piłkarz grający na pozycji środkowego pomocnika, występujący w węgierskim zespole Ferencvárosi. Wychowanek portugalskiego Leixões SC.

## Kariera piłkarska
Swoją karierę piłkarską Esiti rozpoczął w Portugalii w klubie Leixões SC. W 2013 roku awansował do pierwszego zespołu i 11 sierpnia 2013 zadebiutował w jego barwach w Segunda Liga w wygranym 3:0 domowym meczu z CD Feirense. W zespole Leixões grał przez rok.
W 2015 roku Esiti przeszedł do GD Estoril Praia. Swój debiut w nim zaliczył 5 października 2014 w zremisowanym 1:1 wyjazdowym spotkaniu z Gil Vicente FC. W GD Estoril Praia spędził dwa lata.
Latem 2017 roku Esiti przeszedł do KAA Gent. W klubie tym swój debiut zaliczył 11 września 2016 w wygranym 3:0 domowym meczu z KSC Lokeren. W zespole przebywał do 2019.
25 lipca 2019 roku, za pomocą mediów społecznościowych i oficjalnej strony internetowej, grecki zespół PAOK Saloniki poinformował o związaniu się z zawodnikiem trzyletnim kontraktem. Kwota odstępnego wynosiła 3,5 milionów euro.

## Statystyki kariery
Na stan 17 listopada 2023
| Sezon            | Klub             | Kraj       | Rozgrywki           | Mecze | Gole |
| ---------------- | ---------------- | ---------- | ------------------- | ----- | ---- |
| 2013/14          | Leixões SC       | Portugalia | Segunda Liga        | 36    | 0    |
| 2014/15          | GD Estoril Praia | Portugalia | Primeira Liga       | 17    | 0    |
| 2015/16          | GD Estoril Praia | Portugalia | Primeira Liga       | 24    | 0    |
| 2016/17          | GD Estoril Praia | Portugalia | Primeira Liga       | 2     | 0    |
| 2016/17          | KAA Gent         | Belgia     | Eerste klasse       | 25    | 0    |
| 2017/18          | KAA Gent         | Belgia     | Eerste klasse       | 26    | 0    |
| 2018/19          | KAA Gent         | Belgia     | Eerste klasse       | 26    | 0    |
| 2019/20          | PAOK FC          | Grecja     | Superleague Ellada  | 21    | 0    |
| 2020/21 (jesień) | PAOK FC          | Grecja     | Superleague Ellada  | 9     | 0    |
| 2020/21 (wiosna) | Göztepe SK       | Turcja     | Süper Lig           | 20    | 1    |
| 2021/22 (jesień) | PAOK FC          | Grecja     | Superleague Ellada  | 11    | 0    |
| 2021/22 (wiosna) | Ferencvárosi     | Węgry      | Nemzeti Bajnokság I | 9     | 1    |
| 2022/23          | Ferencvárosi     | Węgry      | Nemzeti Bajnokság I | 21    | 1    |
| 2023/24          | Ferencvárosi     | Węgry      | Nemzeti Bajnokság I | 4     | 0    |

## Kariera reprezentacyjna
W reprezentacji Nigerii Esiti zadebiutował 13 czerwca 2015 roku w wygranym 2:0 meczu kwalifikacji do Puchar Narodów Afryki 2017 z Czadem, rozegranym w Kadunie.